# 小林和矢
小林 和矢（こばやし かずや、1974年8月27日 - ）は、日本の男性声優。東京都出身。旧名は宇宙人（そらと）。

## 人物
以前は81プロデュース、カメレオンハウスに所属していた。
趣味・特技はビーチバレー、マッサージ、洗車、アコースティックギター。

## 出演作品

### テレビアニメ
1997年
- HAUNTEDじゃんくしょん（高校生B、生徒B）

1999年
- 仙界伝 封神演義（姫発、白鶴童子）
- モンスターファーム〜円盤石の秘密〜（ゲル、デトナリクス、ナーガ）

2000年
- モンスターファーム〜伝説への道〜（デトナクリス、ツームストーン、ナーガ）

2001年
- シスター・プリンセス（マック大和、黒服B、島民、生徒）
- それいけ!アンパンマン（バイキンエンピツ、ブラックなだれおに）

2002年
- とっとこハム太郎（忍者）
- .hack//SIGN（剣士）
- 灰羽連盟（廃工場の灰羽）

2003年
- まぶらほ（料理人）
- ロックマンエグゼ（局員D）

2004年
- アガサ・クリスティーの名探偵ポワロとマープル（警官C）
- 恋風（男性所員）
- ゾイドフューザーズ（看守）
- マシュマロ通信（ビジネスマン、医師）
- MAJOR 1st season（男）
- モンキーターン（選手）
- わがまま☆フェアリー ミルモでポン! わんだほう（松竹防衛隊員）

2005年
- 格闘美神 武龍（オヤジ）
- 交響詩篇エウレカセブン（ミルトン、KLFパイロット、操舵手）
- 極上生徒会（黒服）
- 地獄少女（祐司）
- スターシップ・オペレーターズ（警官）
- ゾイドジェネシス（警備士官B）
- タイドライン・ブルー（トレ・クルノール艦長、乗員、工作員）
- D.C.S.S. 〜ダ・カーポ セカンドシーズン〜（老人、店主、先生、クラスメイト 他）
- ツバサ・クロニクル（親衛隊）
- ファンタスティックフォーチュン2☆☆☆（青年騎士 他）
- 雪の女王（マスター）

2006年
- 桜蘭高校ホスト部（左京智親）
- 学園ヘヴン BOY'S LOVE HYPER!（秘書）
- 彩雲国物語（朝臣）
- D.Gray-man（ファインダーB）
- DEATH NOTE（刑事）
- NIGHT HEAD GENESIS（坂巻次郎、谷口ケンジ 他）
- Project BLUE 地球SOS（オペレーターD）

2007年
- エル・カザド（ガイラ）
- Over Drive（選手）
- 銀魂（隊士A）
- DARKER THAN BLACK -黒の契約者-（護衛）
- 逮捕しちゃうぞ フルスロットル（鑑識）
- デルトラクエスト（村長）
- 天元突破グレンラガン（ガンメン〈ゴキー〉）

2008年
- RD 潜脳調査室（運転手）
- ウルトラヴァイオレット:コード044（男、公安課長、士官、兵、警備員）
- カイバ
- 仮面のメイドガイ（テレビの声）
- デュエル・マスターズ クロス（手下A2）
- テレパシー少女 蘭（時田隆文、芳野、喜助、生徒H、マネージャー、男子生徒B）
- 図書館戦争（竹村）
- 破天荒遊戯（警備員）

2009年
- 源氏物語千年紀 Genji（貴族B、貴族C、家人B）

### OVA
- The ADVENTURES of T-REX（1992年、アクエリアン）
- 最遊記（1999年、ロウアックス）
- 菜々子解体診書（1999年、兵士、医者）
- グローランサーIV（2005年、兵士・貴族A）

### 劇場アニメ
- もののけ姫（1997年）
- フイチンさん（2004年）
- 銀色の髪のアギト（2006年）
- チョコレート・アンダーグラウンド（2009年、隊員）
- TAILENDERS（2009年、ドングリブラザーズ〈弟〉、CMナレーター）

### ゲーム
- RUMBLE（カ・マセイーヌ）
- 真・魔装機神 PANZER WARFARE（1999年）
- 仙界伝 封神演義（2000年、姫発、白鶴童子）
- 眠れる森のお姫さま（2000年、アンディ、バルナーグ）
- 夢現の境界（2000年、グリード、ラウルヴェール）
- おかえりっ!〜夕凪色の恋物語〜（2001年、幸介）
- ファンタスティックフォーチュン2 ☆☆☆（2003年、青年騎士）
- Quest of D（2004年）
- 新選組群狼伝（2005年、大山弥助）
- グローランサーV（2006年、ビリィ）
- エルヴァンディアストーリー（2007年、サックス、コランタン）
- グローランサーVI（2007年、シュヴァイツァー）
- 斬撃のREGINLEIV（2010年、北の狩人C）

### ドラマCD
- スーチーパイ（慎一）
- ストリートファイターEX2 ドラマCD（クレーン運転手）
- Girl Doll Toy ドラマCD（学生）
- グローランサーVI（シュヴァイツァー）
- マリーのアトリエ ドラマCD（冒険者）

### 吹き替え

#### アニメ
- ミュータント タートルズ（パズ、兵士）

### ラジオドラマ
- VOMIC ロッキン★ヘブン（椿潤一）

### 舞台
- Bondage
- PowerforthePeace
- 天使候補生物語'96
- 俺たちは普通だ!
- 真夏の夜の夢
- ばらんたいんとれいん
- 童Ri夢 -2000-

### その他
- デジタルドラマ ケイクランドストーリー（ブラウニー）